# Grintovec (gmina Ivančna Gorica)
Grintovec – wieś w Słowenii, w gminie Ivančna Gorica. W 2018 roku liczyła 92 mieszkańców.